# Edgar Savisaar
Edgar Savisaar (31. května 1950 Harku – 29. prosince 2022) byl estonský politik.

## Život
Byl jedním ze zakladatelů hnutí Rahvarinne (Lidová fronta), které vzniklo již v 80. letech jako hnutí, které mělo podporovat Gorbačovovu perestrojku, ovšem nakonec sehrálo klíčovou roli spíše při získávání estonské nezávislosti a nastolování demokratického režimu, a které se nakonec ztransformovalo v politickou stranu Eesti Keskerakond.
Jako reprezentant Lidové fronty byl v letech 1991-1992 pověřen řízením úřadu premiéra a byl tak prvním premiérem novodobého samostatného Estonska. Již předtím byl také předsedou předsedou rady ministrů Estonské sovětské socialistické republiky (1990–1991).
Roku 1995 byl ministrem vnitra, 2005–2007 ministrem ekonomických záležitostí a komunikací. Dvakrát byl starostou Tallinu, poprvé od prosince 2001 do října 2004, podruhé od dubna 2007 do srpna 2015. Byl rovněž předsedou Estonské strany středu.